# Pieve di Fino
La pieve di Fino fu per secoli una ripartizione della provincia di Como e della diocesi di Como.

## La pieve
Dal punto di vista religioso, la dedicazione a Santo Stefano protomartire lascia supporre una fondazione della pieve risalente a non oltre il V secolo. Nel 1295 la sede della pieve era situata presso la collegiata di Fino, dove operavano sette sacerdoti con ruolo di cappellani e dieci sacerdoti ecclesiastici, coordinati da un prevosto (e non da un arciprete come di solito avveniva nelle pievi ecclesiastiche della Diocesi di Como).
Per un breve tempo è stata anche una pieve autonoma confermata dalla Diocesi di Como.
Sotto il profilo civile, dopo che in un anno imprecisato dell’iniziale dominazione tedesca Caccivio fu ceduta alla provincia di Milano in ossequio alla matrice ambrosiana della sua parrocchia, la suddivisione amministrativa della pieve fu razionalizzata dall'imperatrice Maria Teresa che riconobbe i seguenti 25 comuni:
- Asnago
- Bernate
- Bricola
- Breccia (trasportata dalla pieve di Zezio nel 1757)
- Bregnano
- Bulgorello
- Cadorago
- Caslino
- Casnate
- Cassina Rizzardi
- Cermenate
- Cirimido
- Civello
- Fino
- Fenegrò
- Lomazzo (la parte comasca)
- Lucino
- Luisago
- Maccio
- Mornasco
- Minoprio
- Montano
- Rebbio (trasportata dalla pieve di Zezio nel 1757)
- Rovellasca
- Vertemate

## Parrocchie
La parrocchia di Casnate con Bernate copriva entrambi gli abitati. L’abitato di Caslino dipendeva dalla parrocchia comasca di Lomazzo. La cascina dei Rizzardi, Fino e Luisago erano ricomprese nel territorio della chiesa prepositurale.